# Jean Danysz
Jean Danysz, född 1860, död 1928, var en polsk bakteriolog.
Danysz var verksam vid Institut Pasteur i Paris. Danysz visade, att om man till en given antitoxinmängd sätter korresponderande toxin i upprepade fraktioner, erhålls en betydligt giftigare blandning än om samma giftmängd blandats till på en gång. Detta så kallade Danysz-fenomen studerades vidare av ett flertal forskare, bland andra Paul Ehrlich, Svante Arrhenius och Thorvald Madsen, alla med olika förklaringar på fenomenet. Danysz offentliggjorde även undersökningar av kapselbildning hos bakterier och försökt skapa immunitet mot herpesvirus med kolesterin.